# Rosemarie Ackermann
Rosemarie Ackermann, geboren als Witschas (Lohsa, 4 april 1952) is een voormalige Duitse hoogspringster. Ze nam aan drie Olympische Spelen deel en werd eenmaal kampioene. Daarnaast werd zij viermaal Europees kampioene (in- en outdoor) en meervoudig Oost-Duits kampioene in deze discipline. Ze was de eerste vrouw die over twee meter sprong.

## Biografie

### Eerste internationale successen
Onder haar geboortenaam Witschas nam ze deel aan de Olympische Spelen van 1972 in München en behaalde hier een zevende plaats. Op de Europese indoorkampioenschappen in 1974 behaalde ze haar eerste internationale titel door goud te winnen bij het hoogspringen. Later dat jaar veroverde ze de Europese outdoortitel door met een hoogte van 1,95 m het wereldrecord, dat in handen was van de Bulgaarse Yordanka Blagoeva, met 1 cm te verbeteren.

### Olympisch kampioene
Op de Olympische Spelen van 1976 in Montreal behaalde Rosemarie Ackermann de grootste overwinning van haar sportcarrière. In de aanloop naar de Spelen verbeterde ze op 3 juli 1976 het wereldrecord tot 1,96. In de olympische finale won ze een gouden medaille door de Italiaanse Sara Simeoni (zilver) en de Bulgaarse Yordanka Blagoeva (brons) te verslaan. Het jaar erna had ze in de maanden juli en augustus haar eigen wereldrecord eerst geëvenaard en vervolgens op 1,97 gebracht, alvorens zij er op 26 augustus 1977 in Berlijn in slaagde om als eerste vrouw in de geschiedenis 2,00 te overschrijden.

### Geen titel, ondanks WR
Haar Europese titel verloor Rosemarie Ackermann in 1978 aan Simeoni. Beide atletes sprongen over de wereldrecordhoogte van 2,01, maar toen Ackermann juichte, raakte de mat een van de twee staanders, waardoor de lat alsnog viel. Hierdoor moest ze zich tevreden stellen met 1,99 en een zilveren medaille.

### Koningin van de straddle
Ackermann beëindigde haar sportcarrière op de Olympische Spelen van 1980 in Moskou, waar ze met een vierde plaats naast het podium eindigde. Zij was de laatste grote hoogspringster die buikwaarts, volgens de straddle- of rolsprongtechniek, de lat passeerde. Het leverde haar de bijnaam "Koningin van de straddle" op.
Ackermann was aangesloten bij Sportclub Cottbus.

### Privé
Rosemarie Ackermann is getrouwd met handballer Manfred Ackermann en voert sindsdien zijn naam. Ze is moeder van twee zonen en werkt anno 2008 als adviseuse bij een arbeidsbureau in Cottbus.

## Titels
- Olympisch kampioene hoogspringen - 1976
- Europees kampioene hoogspringen - 1974
- Europees indoorkampioene hoogspringen - 1974, 1975, 1976
- Oost-Duits kampioene hoogspringen - 1973, 1974, 1976, 1977, 1979, 1980
- Oost-Duits indoorkampioene hoogspringen - 1973, 1975, 1976, 1977, 1980

## Wereldrecords
| Hoogte (m) | Datum      | Plaats   |
| ---------- | ---------- | -------- |
| 1,94       | 24.08.1974 | Berlijn  |
| 1,95       | 08.09.1974 | Rome     |
| 1,96       | 08.05.1976 | Dresden  |
| 1,96       | 03.07.1977 | Dresden  |
| 1,97       | 14.08.1977 | Helsinki |
| 1,97       | 26.08.1977 | Berlijn  |
| 2,00       | 26.08.1977 | Berlijn  |

## Persoonlijk record
| Onderdeel    | Prestatie      | Datum            | Plaats  |
| ------------ | -------------- | ---------------- | ------- |
| hoogspringen | 2,00 m (ex-WR) | 26 augustus 1977 | Berlijn |

## Palmares

### hoogspringen
- 1972: 7e OS - 1,85 m
- 1973:  Oost-Duitse indoorkamp. - 1,87 m
- 1973:  Oost-Duitse kamp. - 1,87 m
- 1974:  EK indoor - 1,90 m
- 1974:  Oost-Duitse kamp. - 1,90 m
- 1974:  EK - 1,95 m
- 1975:  Oost-Duitse indoorkamp. - 1,93 m
- 1975:  EK indoor - 1,92 m
- 1976:  Oost-Duitse indoorkamp. - 1,92 m
- 1976:  EK indoor - 1,92 m
- 1976:  Oost-Duitse kamp. - 1,91 m
- 1976:  Europacup - 1,94 m
- 1976:  OS - 1,93 m
- 1977:  Oost-Duitse indoorkamp. - 1,95 m
- 1977:  Oost-Duitse kamp. - 1,96 m
- 1977:  Europacup - 1,97 m
- 1977:  Wereldbeker - 1,98 m
- 1977:  ISTAF in Berlijn - 2,00 m(WR)
- 1978:  EK - 1,99 m
- 1979:  Oost-Duitse kamp. - 1,92 m
- 1979:  Europacup - 1,99 m
- 1980:  Oost-Duitse indoorkamp. - 1,95 m
- 1980:  Oost-Duitse kamp. - 1,94 m
- 1980: 4e OS - 1,91 m

## Onderscheidingen
- 1974: Vaderlandse Orde van Verdienste in brons
- 1976: Vaderlandse Orde van Verdienste in zilver
- 1976: DDR-sportvrouw van het jaar
- 1980: Vaderlandse Orde van Verdienste in goud

1928: Ethel Catherwood ·
1932: Jean Shiley ·
1936: Ibolya Csák ·
1948: Alice Coachman ·
1952: Esther Brand ·
1956: Mildred McDaniel ·
1960: Iolanda Balaș ·
1964: Iolanda Balaș ·
1968: Miloslava Rezková ·
1972: Ulrike Meyfarth ·
1976: Rosemarie Ackermann ·
1980: Sara Simeoni ·
1984: Ulrike Meyfarth ·
1988: Louise Ritter ·
1992: Heike Henkel ·
1996: Stefka Kostadinova ·
2000: Jelena Jelesina ·
2004: Jelena Slesarenko ·
2008: Tia Hellebaut ·
2012: Anna Tsjitsjerova ·
2016: Ruth Beitia ·
2020: Maria Lasitskene ·
2024: Jaroslava Mahoetsjich
- Gemeinsame Normdatei: 1100359311
- World Athletics: 14345041
- Virtual International Authority File: 124146462697227772244